# لين دي
لين دي (بالصينية: 林笛) هي مغنية وكاتبة غنائية وملحنة صينية، ولدت في 1975 في شانغهاي في الصين.

## وصلات خارجية
- لين دي على موقع ميوزك برينز (الإنجليزية)